# 尤端阳
尤端阳，OME（1945年5月5日—），男，汉族，籍貫廣東省順德，碩士研究生學歷。他是中华人民共和国政治人物、現任澳门濠江中学校长、澳门特区教育委员会委员、第十一届全国政协委员、第十二屆全國政協委員、前澳門特別行政區非高等教育委員會委員。現居澳門，他是杜嵐的女婿。他的個人興趣就是寫書法，尤其是隸書。

## 生平
1983年，尤端陽從廣東到澳門。
2008年，当选第十一届全国政协委员，代表特邀澳门人士，分入第五十四组。
2012年2月，榮獲澳門特別行政區教育功績勳章。
2014年3月4日下午，尤端陽在舉行的政協港澳委員聯組會上表示青少年要增加朝氣、傻氣、鋭氣、骨氣和志氣這「五氣」，有了這「五氣」,才是當今青少年應有的形象。
2020年5月17日，榮獲中央電視臺「感動中國2019年度人物」。

## 榮譽
2012年2月，榮獲澳門特別行政區教育功績勳章。
2020年5月17日，被評為「感動中國2019年度人物」。

## 評價
「濠江上升起遊子的夢。離亂中的骨氣、志氣，歸來後的元氣，鋭氣，你們為它養成了浩然之氣。陽光下最有意義的工作，五星紅旗下不滅的薪火。飄揚吧，這面旗留下澳門最美的記憶。」（感動中國2019年度人物組委會評）